# 基山宮脇テレビ中継局
基山宮脇テレビ中継局（きやまみやわきテレビちゅうけいきょく）は、佐賀県三養基郡基山町に置かれているテレビ中継局である。

## 概要
- 当中継局は、三養基郡基山町宮浦の宮脇南の山に置かれ、同町内の一部へ電波を発射している。

## 置局住所
- 三養基郡基山町大字宮浦字一井木1505-1

## 施設概要

### 地上デジタルテレビ放送
| リモコンキーID | 放送局名          | 物理チャンネル | 空中線電力 | ERP    | 放送対象地域 | 放送区域内世帯数 | 放送開始日    |
| 1              | NHK佐賀総合テレビ | 47ch           | 10mW       | 40mW   | 佐賀県       | 123世帯          | 2010年9月27日 |
| 2              | NHK佐賀教育テレビ | 51ch           | 10mW       | 40mW   | 全国         | 123世帯          | 2010年9月27日 |
| 3              | stsサガテレビ     | 非該当         | 非該当     | 非該当 | 非該当       | 非該当           | 非該当        |

- stsは、デジタル中継局を置かない予定である。
- 2010年7月30日に予備免許交付、8月20日から試験放送開始、9月17日に本免許交付され、9月27日から本放送開始。
- 参考リンク(総務省九州総合通信局・PDFファイル)

### 地上アナログテレビ放送
| 放送局名          | チャンネル | 空中線電力          | ERP                  | 放送対象地域 | 放送区域内世帯数 | 開局日         | 閉局日        |
| NHK佐賀教育テレビ | 32ch       | 映像100mW /音声25mW | 映像830mW /音声210mW | 全国         | 約-世帯          | 1979年10月16日 | 2011年7月24日 |
| stsサガテレビ     | 36ch       | 映像100mW /音声25mW | 映像790mW /音声200mW | 佐賀県       | 約-世帯          | 1979年10月16日 | 2011年7月24日 |
| NHK佐賀総合テレビ | 39ch       | 映像100mW /音声25mW | 映像790mW /音声200mW | 佐賀県       | 約-世帯          | 1979年10月16日 | 2011年7月24日 |

- 2011年7月24日24時の停波を以って廃局となった。

## 偏波面
- デジタル・アナログ共、水平偏波。